# Afrikansk svinpest

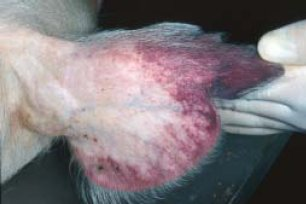
Rodnad på öronen är ett vanligt tecken på afrikansk svinpest hos grisar med ljust skinn.

Afrikansk svinpest (ASF, från engelskans African swine fever) är en viral blödarfeber med hög dödlighet hos tamgrisar och vildsvin. Sjukdomen orsakas av afrikanskt svinpestvirus (ASFV eller ASFv, från engelskans African swine fever virus) som är ett stort, dubbelsträngat DNA-virus i familjen Asfarviridae.
Viruset härstammar från Afrika, söder om Sahara, där det förekommer naturligt hos vårtsvin, busksvin och mjuka fästingar av släktet Ornithodoros. Dessa grupper fungerar förmodligen som vektorer och uppvisar inte några sjukdomssymptom. På 1950-talet spred viruset sig till iberiska halvön och sedan 2007 är det etablerat i bland annat Kaukasus och Ryssland. Sedan 2014 förekommer det i ett flertal EU-länder och har även etablerat sig i Kina och flera länder i Sydostasien. 
Afrikansk svinpest beskrevs 1921 efter att europeiska bosättare fört in tamsvin till områden där viruset förekom, och är därmed ett exempel på en ny infektionssjukdom. Sjukdomsbilden hos de drabbade grisarna kan vara mycket lik klassisk svinpest men de båda sjukdomarnas virus är inte alls närbesläktade. Afrikansk svinpest gör inte människor sjuka men orsakar grisnäringen stora förluster.

## Viruset

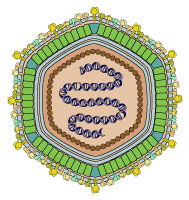
Schematisk teckning av den afrikanska svinpestens virus.

Det afrikanska svinpestviruset är ett stort (175–215 nm), ikosaederiskt, dubbelsträngat DNA-virus med ett linjärt genom på 189 kilobaspar. Det innehåller mer än 180 gener. Mängden gener varierar något mellan olika isolat av viruset. Det liknar andra stora DNA-virus som poxvirus, iridovirus och mimivirus. Liksom andra virala blödarfebrar infekterar den afrikanska svinpestens virus primärt monocyter, makrofager och andra liknande blodkroppar. Viruset tar sig in i värdcellen via en receptor, men den exakta mekanismen för hur detta går till är fortfarande oklart.

### Evolution
Viruset tros härröra från ett virus hos mjuka fästingar (Ornithodoros) som infekterar vilda svin som skogssvin (Hylochoerus meinertzhageni), vårtsvin (Phacochoerus africanus) och busksvin (Potamochoerus porcus). Hos dessa vilda värdar är infektion i allmänhet asymptomatisk. 
Viruset tros ha utvecklats kring 1700-talet vilket bekräftas av historiska dokument. Grisar började domesticeras i Nordafrika och Eurasien och introducerades till södra Afrika från Asien och Europa av kineser på 1400-talet och av portugiser på 1700-talet. Efter stora förluster av nötkreatur på grund av boskapspest i slutet av 1800-talet startade en omfattande grisindustri i Kenya. Kolonisatörer importerade stora mängder svin för avel från Seychellerna 1904 och från England 1905. Grisarna fick vandra fritt omkring vilket underlättade överföring av viruset från vilda djurarter. Det första utbrottet av afrikansk svinpest anses ha skett i Kenya 1907.

### Taxonomi
ASF-viruset har inga kända nära släktingar. Det är ensamt virus i släktet Asfivirus, familjen Asfarviridae och ordningen Asfuvirales. Alla dessa taxa är uppkallade efter det afrikanska svinpestviruset.

## Sjukdomsbild och symptom

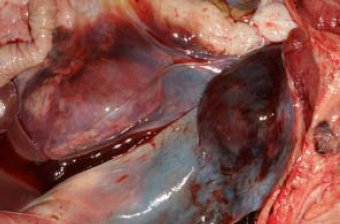
Svullnad runt njurarna och de muskelblödningar som syns här, är typiska för grisar med afrikansk svinpest.

När sjukdomen orsakas av mycket virulenta virusstammar får grisarna under den akuta formen av sjukdomen ofta hög feber de första dagarna utan några andra märkbara symtom. De förlorar sedan gradvis aptiten och bli nedstämda. Hos ljushyade grisar blir extremiteterna blålila och man kan se blödningar på öron och buk. Grupper av smittade grisar kan ligga hopkurade tillsammans och huttrar, andas onormalt och hosta. Om de tvingas att stå är benen ostadiga. Inom några dagar hamnar de i koma och dör. Havande suggor kan drabbas av spontanabort.
Vid mildare infektioner tappar grisarna vikt och utvecklar tecken på lunginflammation, hudsår och svullna leder.

### Diagnostik
De kliniska symptomen på afrikansk svinpest kan vara mycket lika klassisk svinpest och kan vanligtvis bara särskiljas genom laboratorieanalyser. Viruset påvisas i serum, blod och vävnader med hjälp av PCR. Levande virus kan isoleras genom odling och antikroppar i serum kan påvisas med tekniken ELISA.

## Spridning

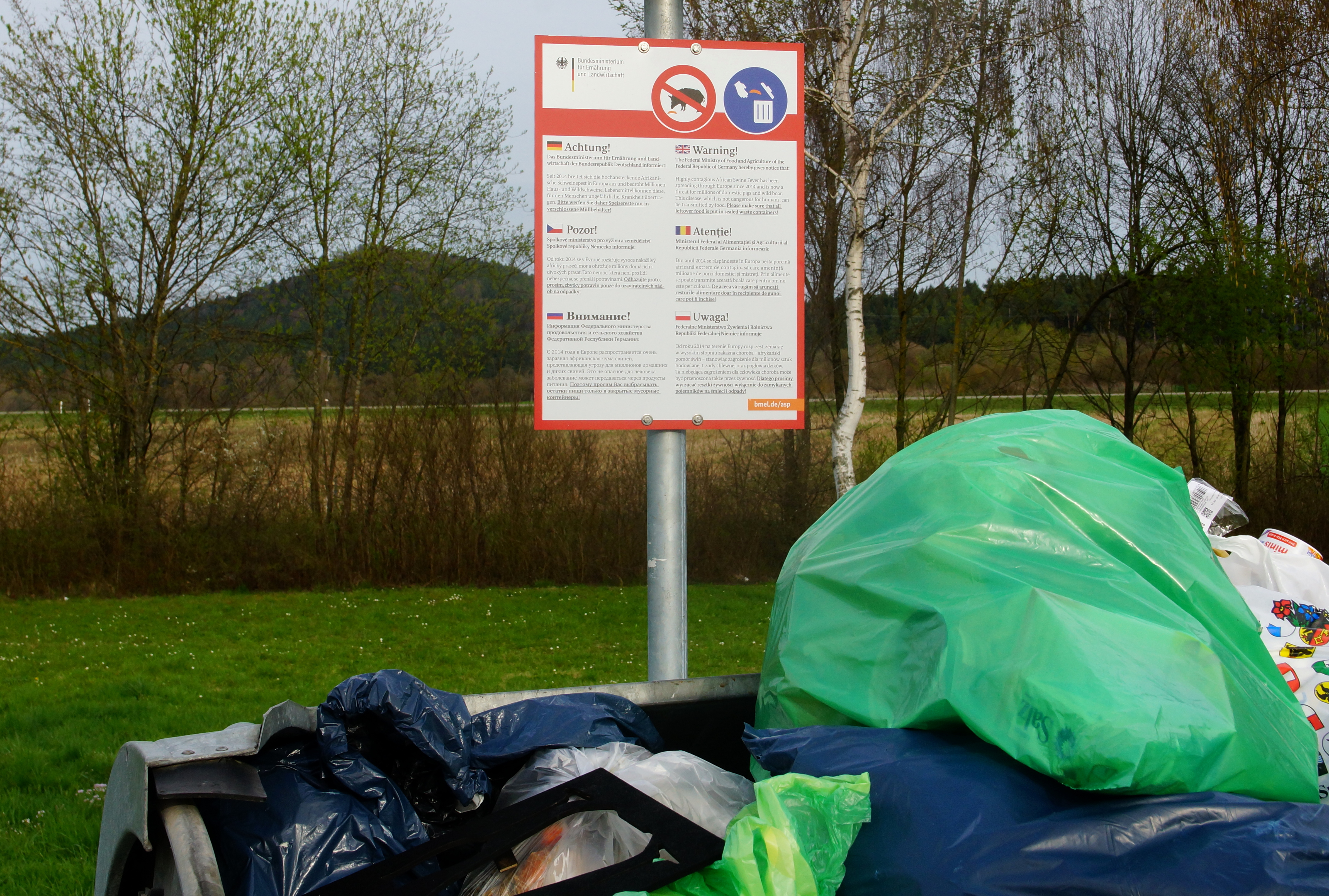
En flerspråkig skylt i Tyskland som säger åt folk att slänga matavfall i stängda soptunnor för att hindra att vildsvin äter av det.

I Afrika sprids smittan via mjuka fästingar men även via direktkontakt mellan djur och genom indirekt överföring via människor, transportbilar, redskap och liknande. Viruset kan överleva i elva dagar i grisarnas avföring varför viruset kan överföras genom direkt eller indirekt kontakt med smittade djurs avföring och kroppsvätskor. Det kan även överleva flera år i kylt eller fryst kött men även i rökta eller saltade produkter, varför matavfall är en viktig orsak till att viruset sprids till nya områden.
Säkerhetsåtgärder är avgörande för att förebygga och kontrollera afrikansk svinpest. Desinfektion är viktig och tester för att bedöma effektiviteten av kemiska produkter och kommersiella desinfektionsmedel mot afrikansk svinpest pågår.
I länder där smittan förekommer är det förbjudet att föra med sig kött och köttprodukter från tamgris och vildsvin från vissa zoner för att förhindra spridning.
År 2018 publicerade kinesiska forskare vid Nankaiuniversitetet en studie som visar att afrikanskt svinpestvirus även kan förekomma hos hårda fästingar i släktet Dermacentor som lever på får och nötkreatur. Viruset skiljer sig något från andra kända stammar av afrikanskt svinpest-virus.

## Vaccin
Vietnam lyckades producera det första vaccinet mot afrikansk svinpest, vilket offentliggjordes den 1 juni 2022. I januari 2020 offentliggjordes att ett experimentellt vaccin utvecklats i USA mot ett specifikt isolat som uppträdde i Georgien 2007. Detta experimentella vaccin licensierades 3 januari 2023 som vaccinkandidat.

## Historisk utveckling
Den afrikanska svinpesten beskrevs 1921, men man anser att det första utbrottet inträffade 1907 i Kenya. Sjukdomen förekom enbart i Afrika fram till 1957 då den upptäcktes i Lissabon i Portugal. Ett ytterligare utbrott skedde i Portugal 1960. Efter dessa första utbrott etablerade sig sjukdomen på iberiska halvön, med sporadiska utbrott i Frankrike, Belgien och andra europeiska länder under 1980-talet. Både Spanien och Portugal lyckades utrota sjukdomen i mitten av 1990-talet genom hårda slaktregleringar.
Viruset tog sig över Atlanten och utbrott rapporterades från karibiska öar som Hispaniola, Dominikanska republiken och Haiti.
Sedan 2007 har viruset etablerat sig i bland annat Kaukasus och Ryssland, och förekommer sedan 2014 även i ett flertal länder i EU. År 2018 spred sig viruset till Asien där det infekterade mer än 10 procent av den totala tamsvinspopulationen i flera länder.

### Kuba
År 1971 inträffade ett utbrott av sjukdomen på Kuba, vilket resulterade i slakt av 500 000 grisar för att förhindra en rikstäckande epidemi. Utbrottet kategoriserades 1971 som den "allvarligaste händelsen" av FN:s livsmedels- och jordbruksorganisation.
Sex år senare rapporterade tidningen Newsday, med hänvisning till anonyma källor, att motståndare till Fidel Castro, med åtminstone tyst stöd från amerikanska CIA, påstods ha introducerat afrikansk svinpestvirus till Kuba sex veckor före utbrottet, för att destabilisera den kubanska ekonomin och stärka den inhemska opposition mot Castro. Viruset ska ha levererats från en armébas i Panamakanalzonen av en icke namngiven amerikansk underrättelsekälla.

### Spridning iPalearktis

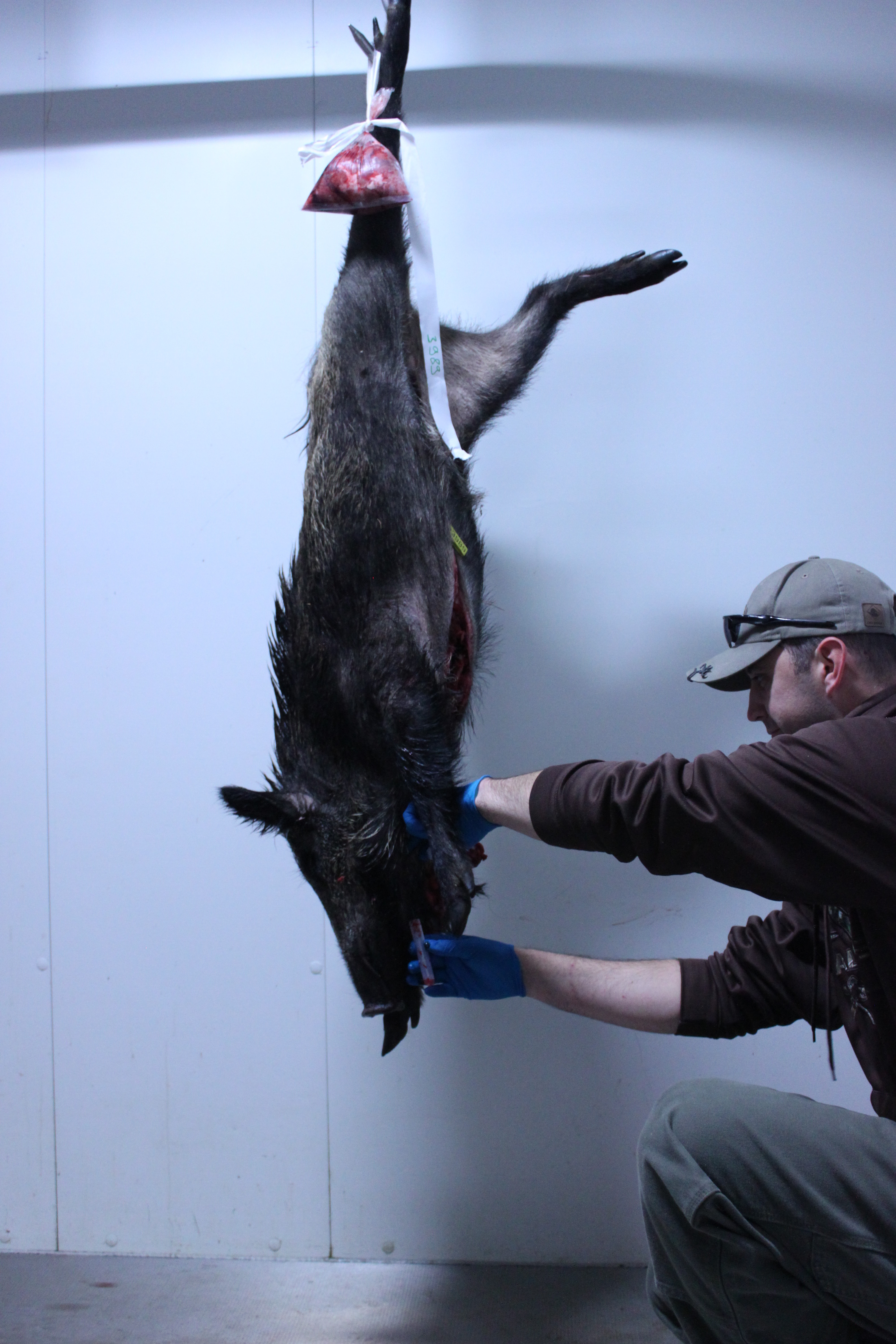
En jägare tar blodprov för testning av afrikansk svinpest på ett vildsvin som dödats utanför Kaiserslautern i Tyskland den 2 oktober 2018.

Afrikansk svinpest uppträdde första gången utanför Afrika 1957, när det introducerades till Portugal. Därifrån spreds sjukdomen till Spanien och Frankrike. Trots samordnade ansträngningar för att utrota sjukdomen, inklusive storskalig avlivning och att modernisera jordbruksanläggningarna, dröjde det till 1990-talet innan dessa länder utrotat sjukdomen.
Sedan sjukdomen upptäcktes i Georgien i början av 2007 har afrikansk svinpest spridit och etablerat sig till en rad länder i Europa och Asien Från Georgien spred det sig vidare till norra Kaukasus där det upptäcktes i november 2007. Troligen har spridningen från Georgien till Tjetjenien skett inom vildsvinspopulationen. I Ryssland visade sig en av de viktigaste smittvägarna vara infekterade fläskprodukter. FN:s livsmedels- och jordbruksorganisation FOA slog fast att den ryska militärens system för matförsörjning flera gånger varit inblandad i illegal distribution av kontaminerat kött, vilket spridit smittan vidare till tidigare oinfekterade områden. I augusti 2012 upptäcktes afrikansk svinpest i Ukraina och i juni 2013 i Belarus.
I januari 2014 rapporterade myndigheter i Litauen och Polen att afrikansk svinpest nu fanns även i dessa länder.  I juni 2014 kom rapporter från Lettland och i juli 2015 från Estland.
I januari 2017 deklarerade Lettland att situationen var akut i och med utbrott i tre regioner i landet. I juni 2017 upptäcktes det första fallet i Tjeckien. Under 2018 upplevde Rumänien en epidemi vilket resulterade i tvångsslakt av de flesta tamsvin i landet. I augusti 2018 rapporterades det första fallet i Bulgarien I juli 2019 hittades afrikansk svinpest hos fem bulgariska grisbönder och senare samma månad rapporterades det första fallet i Slovakien.

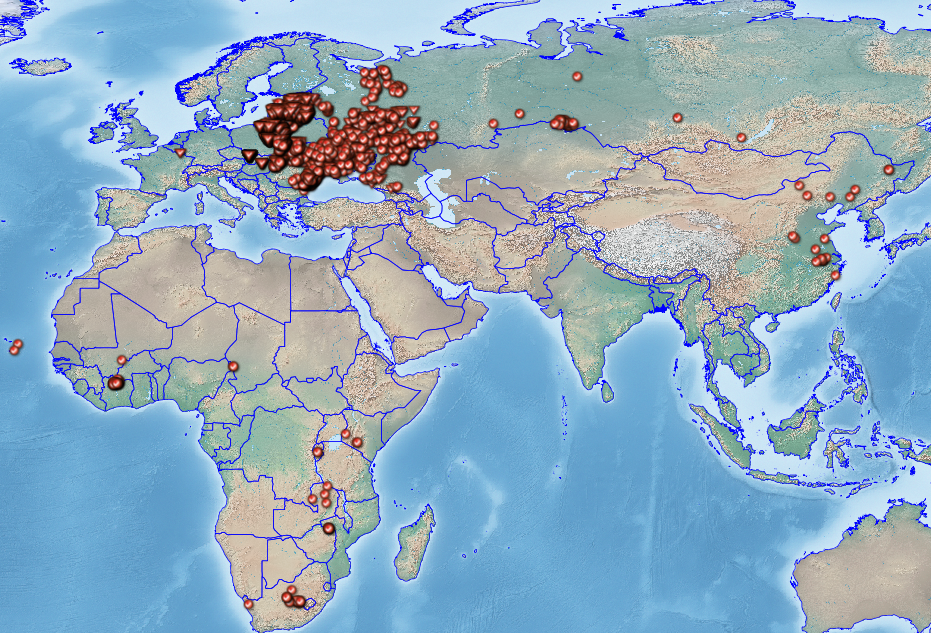
Utbredning av afrikansk svinpest från 1 januari 2018 till 22 september 2018 hos tamsvin (cirklar) och hos vildsvin (trianglar).

I september 2018 inträffade ett utbrott hos vildsvin i Gaume i södra Belgien. I februari 2020 rapporterades det första fallet i Grekland.
Det första rapporterade fallet i Östasien kom i augusti 2018, när Kina rapporterade ett utbrott av afrikansk svinpest i Liaoning. Masslakt och transportförbud initierades i stora delar av landet för att undvika spridning utanför de 6 provinser där viruset bekräftats. I slutet av 2018 hade sjukdomen rapporterats från 23 provinser i Kina. Den 25 april 2019 rapporterades viruset ha spridit sig till alla regioner i Kina liksom till delar delar av Sydostasien inklusive Kambodja, Laos, Thailand och Vietnam. Den kinesiska grispopulationen rapporterades ha minskat med nästan 100 miljoner jämfört med föregående år.
I september 2019 rapporterades viruset från Filippinerna och samtidigt bekräftade Sydkorea ett andra fall av afrikansk svinpest på en grisfarm i Yeoncheon. Sedan den 31 oktober 2019 har viruset upptäckts hos tamsvin på nio platser i Gyeonggi-do och fem platser i Incheon City. Det har också bekräftats hos 18 vildsvin från Gangwon-do och Gyeonggi-do, inom eller nära den koreanska demilitariserade zonen. Under december 2019 skedde ett utbrott av afrikansk svinpest i Indonesien. Den 29 april 2020 rapporterade Indien om det första utbrottet av afrikansk svinpest i delstaterna Assam och Arunachal Pradesh. 
I september 2020 bekräftade den tyske jordbruksministern på en presskonferens att det afrikanska svinpestviruset hade nått Tyskland. Det upptäcktes i prov från ett dött vildsvin i distriktet Spree-Neisse i Brandenburg, bara några kilometer från den polska gränsen. Det döda djuret hade legat där ett bra tag, enligt Friedrich-Loeffler-institutet som utfört testningen. I januari 2022 upptäcktes viruset hos döda vildsvin i Liguria och Piemonte i norra Italien.
I januari 2021 fick Rumänien sitt andra utbrott och i januari 2022 rapporterades det om fall i Lettland och Ungern.

### I Sverige
I september 2023 upptäcktes det första fallet i Sverige, efter att prov från ett dött vildsvin i trakten av Fagersta visade sig innehålla viruset. Ett område uppdelat på en inre zon om 148 km² och en yttre på 618 km² hade ett tag olika restriktioner för att röra sig i terrängen. Inom området med restriktioner bor ca 19000 personer. De flesta restriktioner för allmänheten lyftes 5 juni 2024. Enligt jordbruksverket har bekämpningsarbetet gått bra och det finns förutsättningar att Sverige ska bli friskförklarat i oktober 2024.[Uppdatering behövs]

### I Tjeckien
Det första tjeckiska fallet av afrikansk bekräftades 26 juni 2017, vid provtagning av döda vildsvin i distriktet Zlín i östra Tjeckien. Tjeckien bekämpade sedan smittan och anses ha utrotat den inom landets gränser. De sista fall som hittades i landet var 2018, i ett skjutet vildsvin och ett som hittades dött. Totalt (till april 2019) fann man 230 smittade vildsvin, varav merparten fanns döda och 18 sköts. Samtliga fall hittades i ett område om 89 kvadratkilometer, vilket är ungefär lika stort som Lomma kommun i Skåne. Eftersom den smittade zonen ligger långt från annan känd smitta bedöms den ha spritts via människa snarare än från vildsvin till vildsvin.

#### Bekämpning av smitta i vildsvinspopulationen
Initialt förbjöds all jakt och all matning av vildsvin i det smittade området. Myndigheterna beordrade sedan att området systematiskt skulle sökas igenom efter döda vildsvin. Sökandet utfördes av lokala jägare, efter att de fått utbildning för syftet. De döda kropparna provtogs sedan av veterinärer. Utifrån var kropparna funnits delade man in den smittade zonen i en central kärnzon och mer perifer lågriskzon, där kärnzonen inhägnades med staket. Ungefär en månad efter det första fyndet började jägare skjuta vildsvin i lågriskzonen. Några månader senare, i september, började man även skjuta vildsvin i kärnzonen. Från oktober kompletterades de lokala jägare med prickskyttar från polisen. Vid samma tid hittades även några smittade vildsvin i lågriskzonen.
Under mars och april 2018 söktes kärnzonen igenom efter vildsvinskadaver, detta eftersom döda vildsvinskroppar anses vara den främsta smittkällan. Man fann 56 vildsvinskadaver varav tio smittade, varav samtliga bedömdes ha dött tre till sex månader tidigare. Det gick inte att odla fram "levande" (infektiösa) virus från kropparna varför man bedömde att dessa kadaver inte längre utgjorde någon smittkälla.

#### Åtgärder för att förhindra smitta hos tamgris
Reglerna för hur man får hålla tamgris blev striktare, med syftet att förhindra alla möjlig kontakt mellan tamgris och vildsvin. Grisar fick inte långre gå utomhus. Man fick inte heller flytta på sina grisar utan tillstånd från den tjeckiska myndighet som ansvarar för veterinära frågor. Den senaste skörden av halm och hö från området fick inte ges till gris. Det blev också förbjudet att utfordra grisar med all typ av matavfall.